# Asian Club Championship 1997–98
Asian Club Championship 1997–98 là mùa giải thứ 17 của giải bóng đá câu lạc bộ thường niên được tổ chức bởi Liên đoàn bóng đá châu Á (AFC)
Pohang Steelers của Hàn Quốc vô địch giải đấu lần thứ 2 liên tiếp sau khi đánh bại Đại Liên Thực Đức 6–5 trên chấm phạt đền.

## Vòng đầu tiên

### Tây Á
| Đội 1              | TTS  | Đội 2           | Lượt đi | Lượt về |
| ------------------ | ---- | --------------- | ------- | ------- |
| Sur                | 0–9  | Al-Zawraa       | 0–5     | 0–4     |
| Al-Ansar           | 3–1  | Al-Arabi        | 2–1     | 1–0     |
| Al-Wahda           | w/o1 | Al-Nasr         |         |         |
| Riffa              | w/o2 | Al-Rayyan       |         |         |
| Metallurg Kadamjay | 2–4  | Dynamo Dushanbe | 2–13    | 0–3     |

Thắng không cần đấu: Al-Hilal (Saudi Arabia), Navbahor Namangan (Uzbekistan), Nisa Aşgabat (Turkmenistan), Persepolis FC (Iran), Taraz Zhambyl (Kazakhstan).
1 Al-Nasr rút lui.

2 Riffa rút lui.

3 First leg also reported 1–2.

### Đông Á
| Đội 1               | TTS  | Đội 2                  | Lượt đi | Lượt về |
| ------------------- | ---- | ---------------------- | ------- | ------- |
| Pohang Steelers     | 13–0 | Mohammedan SC          | 11–0    | 2–0     |
| Victory SC          | 4–3  | Mahendra Police        | 3–2     | 1–1     |
| Finance and Revenue | 4–0  | Saunders SC            | 1–0     | 3–0     |
| Churchill Brothers  | 1–2  | Đồng Tháp F.C.         | 0–1     | 1–1     |
| Persebaya Surabaya  | 2–6  | Ulsan Hyundai Horang-i | 1–2     | 1–4     |
| Kashima Antlers     | 8–2  | Geylang United         | 6–1     | 2–1     |
| Selangor FA         | 0–2  | Nam Hoa                | 0–0     | 0–2     |
| Đại Liên Thực Đức   | 4–2  | Ngân hàng Băng Cốc     | 4–2     | 0–0     |

## Vòng loại trực tiếp

### Trung Á
| Đội 1             | TTS | Đội 2           | Lượt đi | Lượt về |
| ----------------- | --- | --------------- | ------- | ------- |
| Navbahor Namangan | 4–2 | Dynamo Dushanbe | 3–0     | 1–2     |
| Taraz Zhambyl     | 2–4 | Nisa Aşgabat    | 2–2     | 0–2     |

## Vòng thứ hai

### Tây Á
| Đội 1             | TTS | Đội 2         | Lượt đi | Lượt về |
| ----------------- | --- | ------------- | ------- | ------- |
| Al-Ansar          | 4–0 | Al-Wahda      | 2–0     | 2–0     |
| Al-Zawraa         | 0–2 | Persepolis FC | 0–0     | 0–2     |
| Al-Hilal          | 3–2 | Al-Rayyan     | 3–2     | 0–0     |
| Navbahor Namangan | 8–3 | Nisa Aşgabat  | 6–1     | 2–2     |

### Đông Á
| Đội 1                  | TTS     | Đội 2             | Lượt đi | Lượt về |
| ---------------------- | ------- | ----------------- | ------- | ------- |
| Pohang Steelers        | 15–0    | Victory SC        | 3–0     | 12–0    |
| Finance and Revenue    | 4–4 (a) | Đồng Tháp F.C.    | 0–1     | 4–3     |
| Ulsan Hyundai Horang-i | 2–6     | Kashima Antlers   | 1–5     | 1–1     |
| Nam Noa                | 1–6     | Đại Liên Thực Đức | 0–4     | 1–2     |

## Tứ kết

### Tây Á
| Đội               | ST | T | H | B | BT | BB | HS | Đ |
| ----------------- | -- | - | - | - | -- | -- | -- | - |
| Persepolis FC     | 3  | 2 | 1 | 0 | 3  | 1  | +2 | 7 |
| Al-Hilal          | 3  | 2 | 0 | 1 | 6  | 3  | +3 | 6 |
| Navbahor Namangan | 3  | 0 | 2 | 1 | 2  | 4  | −2 | 2 |
| Al-Ansar          | 3  | 0 | 1 | 2 | 1  | 4  | −3 | 1 |

| Al-Hilal | 0–1 | Persepolis FC |
| -------- | --- | ------------- |
|          |     |               |

| Al-Ansar | 0–0 | Navbahor Namangan |
| -------- | --- | ----------------- |
|          |     |                   |

| Al-Hilal | 3–1 | Navbahor Namangan |
| -------- | --- | ----------------- |
|          |     |                   |

| Al-Ansar | 0–1 | Persepolis FC |
| -------- | --- | ------------- |
|          |     |               |

| Persepolis FC | 1–1 | Navbahor Namangan |
| ------------- | --- | ----------------- |
|               |     |                   |

| Al-Ansar | 1–3 | Al-Hilal |
| -------- | --- | -------- |
|          |     |          |

### Đông Á
| Đội                 | ST | T | H | B | BT | BB | HS  | Đ |
| ------------------- | -- | - | - | - | -- | -- | --- | - |
| Pohang Steelers     | 3  | 2 | 0 | 1 | 8  | 4  | +4  | 6 |
| Đại Liên Thực Đức   | 3  | 2 | 0 | 1 | 7  | 4  | +3  | 6 |
| Kashima Antlers     | 3  | 2 | 0 | 1 | 6  | 3  | +3  | 6 |
| Finance and Revenue | 3  | 0 | 0 | 3 | 2  | 12 | −10 | 0 |

| Đại Liên Thực Đức                                | 4–1 | Finance and Revenue |
| ------------------------------------------------ | --- | ------------------- |
| Wang Tao 20' · Hao Haidong 26' 36' · Li Ming 46' |     | Win Aung 1'         |

| Pohang Steelers                     | 2–1 | Kashima Antlers |
| ----------------------------------- | --- | --------------- |
| Park Tae-Ha 36' · Lee Dong-Gook 56' |     | Jorginho 58'    |

| Kashima Antlers                          | 3–0 | Finance and Revenue |
| ---------------------------------------- | --- | ------------------- |
| Toru Oniki 52' · Takayuki Suzuki 88' 89' |     |                     |

| Pohang Steelers      | 1–2 | Đại Liên Thực Đức                |
| -------------------- | --- | -------------------------------- |
| Serhiy Konovalov 66' |     | Wu Chengying 74' · Wei Yimin 79' |

| Finance and Revenue | 1–5 | Pohang Steelers                                                                      |
| ------------------- | --- | ------------------------------------------------------------------------------------ |
| Aung Naining 55'    |     | Baek Seung-Chul 15' · Lee Dong-Gook 56' · Serhiy Konovalov 60' · Park Tae-Ha 81' 88' |

| Đại Liên Thực Đức | 1–2 | Kashima Antlers      |
| ----------------- | --- | -------------------- |
| Li Ming 70'       |     | Yasuo Manaka 47' 75' |

## Bán kết
| Persepolis FC | 0–2 | Đại Liên Thực Đức              |
| ------------- | --- | ------------------------------ |
|               |     | Wang Tao 32' · Hao Haidong 63' |

| Al-Hilal | 0–1 | Pohang Steelers |
| -------- | --- | --------------- |
|          |     | Park Tae-Ha 45' |

## Tranh hạng ba
| Al-Hilal             | 4–1 | Persepolis FC  |
| -------------------- | --- | -------------- |
| - Al Jaber - Aldosan |     | Reza Shahroudi |

## Chung kết
| Pohang Steelers   | 0–0 (s.h.p.) | Đại Liên Thực Đức |
| ----------------- | ------------ | ----------------- |
|                   |              |                   |
| Loạt sút luân lưu |              |                   |
|                   | 6–5          |                   |